# Hawaiian Ocean View
Hawaiian Ocean View és una concentració de població designada pel cens dels Estats Units a l'estat de Hawaii. Segons el cens del 2000 tenia 2.178 habitants.

## Demografia
Segons el cens del 2000, Hawaiian Ocean View tenia 2.178 habitants, 941 habitatges, i 541 famílies La densitat de població era de 8,26 habitants per km².
Dels 941 habitatges en un 25,0% hi vivien nens de menys de 18 anys, en un 42,1% hi vivien parelles casades, en un 9,6% dones solteres, i en un 42,5% no eren unitats familiars. En el 33,7% dels habitatges hi vivien persones soles el 7,3% de les quals corresponia a persones de 65 anys o més que vivien soles. El nombre mitjà de persones vivint en cada habitatge era de 2,31 i el nombre mitjà de persones que vivien en cada família era de 2,97.
Per edats la població es repartia de la següent manera: un 24,6% tenia menys de 18 anys, un 4,2% entre 18 i 24, un 25,4% entre 25 i 44, un 33,0% de 45 a 64 i un 12,8% 65 anys o més.
L'edat mediana era de 43,1 anys. Per cada 100 dones hi havia 113,53 homes. Per cada 100 dones de 18 o més anys hi havia 117,62 homes.
La renda mediana per habitatge era de 26.125 $ i la renda mediana per família de 34.234 $. Els homes tenien una renda mediana de 28.523 $ mentre que les dones 20.938 $. La renda per capita de la població era de 15.218 $. Aproximadament el 13,0% de les famílies i el 25,2% de la població estaven per davall del llindar de pobresa.

## Poblacions més properes
El següent diagrama mostra les poblacions més properes.